# Монтадас
Монтадас (порт. Montadas)  —  муниципалитет в Бразилии, входит в штат Параиба. Составная часть мезорегиона Сельскохозяйственный район штата Параиба. Входит в экономико-статистический  микрорегион Эсперанса. Население составляет 4450 человек на 2007 год. Занимает площадь 31,691 км². Плотность населения — 94,72 чел./км².
Праздник города — 14 октября. 

## История
Город основан в 1917 году.

## Статистика
- Валовой внутренний продукт на 2007 год составляет 6 889 247,00 реалов (данные: Бразильский институт географии и статистики).
- Валовой внутренний продукт на душу населения на 2003 год составляет 2458,79 реалов (данные: Бразильский институт географии и статистики).
- Индекс развития человеческого потенциала на 2000 год составляет 0,580 (данные: Программа развития ООН).

## География
Климат местности: полупустыня.